# Dancin' Days
Dancin' Days è una telenovela brasiliana del 1978 in 174 puntate.
Scritta da Gilberto Braga (prolifico autore di novelas assai famoso in patria) per la regia di Daniel Filho (affiancato da José Carlos Pieri) è interpretata da Sônia Braga all'apice della sua carriera brasiliana prima del successo internazionale che questa telenovela contribuì a formare.

## Trama
Rio de Janeiro. Uscita dal penitenziario nel quale ha scontato una pena di 11 anni per omicidio stradale, la trentenne Julia de Souza Matos (Sonia Braga) deve ricostruire la propria vita con un bagaglio di paura e rabbia.
È indifesa e fragile ma al tempo stesso caparbia ed orgogliosa. Queste caratteristiche contrastanti la spingeranno, una volta scontratasi con il rifiuto e la diffidenza della società, a mostrarsi al mondo in uno smalto sprezzante, manipolatore e vendicativo che lei laverà via soltanto quando avrà acquisito la piena fiducia in sé stessa.
Il primo grande rifiuto lo riceve da sua sorella Yolanda (Joana Fomm) che anziché offrirle il suo aiuto la allontana e le impedisce ogni contatto con la figlia Marisa (Gloria Pires), da lei allevata senza nasconderle l'esistenza di una madre naturale, in viaggio per il mondo.
Yolanda non vuole saperne di lei fino a quando “non sarà presentabile” e le suggerisce l'unica soluzione per lei possibile, quella di modificare la sua esteriorità attraverso un matrimonio di interesse a garanzia dell’accettazione del mondo borghese al quale lei appartiene e del quale teme il giudizio e l’emarginazione.
Sotto la crudeltà di Yolanda si percepiscono l’impotenza e la fragilità di una donna che pur essendo capace di grandi sentimenti, lo dimostra il fatto di aver allevato la nipote, è intrappolata nella falsità delle sue relazioni e del suo rapporto con il ricco marito Horàcio Pratini (José Lewgoy), sposato per interesse al solo scopo di elevarsi socialmente.
L'ostinata negazione della realtà porterà Yolanda a commettere molti errori. Dopo aver negato umanità alla sorella, infatti, spingerà Marisa ad un matrimonio di interesse con Beto Cardoso (Lauro Corona) avviando i due ragazzi, appena diciassettenni, ad una genitorialità immatura che li condurrà ad un inevitabile divorzio.
Marisa stessa subirà le conseguenze delle scelte di Yolanda quando, già provata dal fallimento del suo matrimonio e dal conflittuale rapporto con Julia alla quale non perdona il suo vissuto e l’abbandono, si accorgerà che l'averla giudicata aspramente non l'ha esentata dal commettere i suoi stessi errori. Anche lei, infatti, abbandona suo figlio affidandolo a Yolanda per allontanarsi alla ricerca di sé stessa. Questa consapevolezza le permetterà di perdonare Julia e di riconciliarsi con lei.
Jolanda, dopo aver spinto Marisa al matrimonio, divorzia da Horàcio con l'intento di sposare Hélio (Reginaldo Faria), proprietario del Dancing Days, discoteca attorno alla quale ruotano le vicende della telenovela, credendolo sinceramente innamorato, ma l'uomo la rifiuterà.
La solitudine e le prove cui la vita la sottoporrà cogliendola impreparata, la porteranno ad un cambiamento interiore che le consentirà di comprendere i suoi errori e di riconciliarsi con Julia.
Sono molti i personaggi che Julia incontra lungo il percorso di conquista di un posto nel mondo e nel cuore di Marisa e di Carlos (Antonio Fagundes), l’uomo che ama, ed è attraverso i loro tratti caratteriali forti e definiti che Gilberto Braga con grande capacità di analisi, affronta temi sociali ed umani di rilievo, innanzitutto la denuncia senza riserve della falsità del mondo borghese ed in quest’ambito, ma non solo, dell'incomunicabilità generazionale.
Siamo negli anni settanta, i giovani acquistano consapevolezza del loro posto nel mondo, rivendicano il loro diritto di operare scelte autonome anche nettamente in contrasto con quelle dei propri genitori. La frattura insanabile che viene a crearsi tra due generazioni a confronto porta la vecchia a criminalizzare il dissenso della nuova con la conseguente destabilizzazione dei rapporti.
Ciò emerge chiaramente dalle vicende di Carlos, figlio di uno dei più noti avvocati di Rio, Franklin (Cláudio Correia e Castro) e dell'ereditiera Celina Souza Prato Cardoso (Beatriz Segall) che Franklin ha sposato per interesse.
Carlos è agitato da conflitti interiori cui darà voce in un percorso di psicoanalisi nel quale emergerà il suo disagio verso la chiusura, la falsità, l’assenza di principi e la distanza dalla realtà, del mondo borghese cui appartiene e del quale si considera il prodotto fallimentare.
Cresciuto da genitori iperprotettivi che hanno proiettato su di lui le loro ambizioni privandolo dell'autocoscienza e spingendolo ad una carriera diplomatica verso la quale non nutre alcun interesse, Carlos è schiacciato da ciò che egli stesso definisce il “ricatto morale di chi detiene il potere economico” e la “schiavitù dei soldi che non mi sono guadagnato" che lo sprofonda in uno stato di apatia, conseguenza dell’infruttuosa ricerca di un motivo per vivere.
Lo troverà in Julia, che come lui è alla ricerca della propria identità e che il destino mette sulla sua strada. Il fuoco purificatore dell'amore che proverà per lei, lo porterà a maturare appieno le proprie aspirazioni. Sarà un amore reciproco ma contrastato da tutti, per la diversa posizione sociale. 
Eppure sarà proprio Julia, condizionata dal suo senso di colpa, la prima ad eccepire la diversità di ceto sociale. Ciò porrà continuamente ostacoli alla realizzazione del loro sentimento che di volta in volta saranno superati a caro prezzo per entrambi.
Anche le vicende di Vera Lucia (Lidia Brondi) ed Ines Santos Fragoso (Sura Berditchevsky) nipoti di Alberico Santos (Mario Lago, in una delle sue prove migliori) denotano la forza della nascente ideologia femminista. Le due ragazze infatti faranno scelte mature e consapevoli contrapponendo la loro realizzazione sociale e personale alla scelta del matrimonio come “soluzione di vita”, rifiutando così lo stereotipo moglie-madre cui la società vorrebbe relegarle.
Ines inoltre, ragazza colta ed impegnata socialmente, dopo la morte di suo padre Anibal (Ivan Candido) invertendo il ruolo madre-figlia spingerà con grande tenacia Aurea (Yara Amaral), in parte riuscendovi , ad una revisione critica della propria vita e delle proprie certezze, aprendole la mente verso orizzonti più ampi di quelli fino ad allora inseguiti.
Altro tema di attualità che Gilberto Braga affronta è quello del disagio mentale nel quale Aurea si imbatte in forza del suo modello culturale; la donna, estremizzando il senso di colpa e di peccato che nasce in lei quando scopre l’inganno dell’uomo del quale si innamora da vedova, sprofonda in una buia depressione. Sarà il giovane medico Raul (Eduardo Tornaghi) a salvarla, sottraendola ai metodi terapeutici retrogradi e disumani praticati nella clinica alla quale Franklin l'aveva affidata in assoluta buona fede. Aurea uscirà dal tunnel della depressione grazie alla psicoterapia.
Si affronta anche la differenza di età nel rapporto di coppia. In particolare nel rapporto tra Vera, ventenne, matura, cresciuta senza genitori da suo zio Alberico, ed Hèlio, disinvolto quarantenne, il quale, tirando alcune somme, non si sente più così giovane per la vita che conduce ma neanche così vecchio per rinunciarvi del tutto. Il loro rapporto, nato per colmare vuoti reciproci, si concluderà malamente quando sarà chiaro a Vera che la sua indipendenza sarà sempre minacciata dalla cieca gelosia di Hèlio, schiacciato dal peso della sua insoddisfazione dal quale la sua intelligenza non lo salva.
Interessante e colorito è anche il rapporto che intercorre tra i componenti della famiglia di Alberico, inguaribile sognatore ed inaffidabile amministratore, il quale, vantandosi delle sue capacità imprenditoriali intraprende affari destinati ad un puntuale fallimento a scapito di chi lo circonda, in particolare della figlia Carminha (Pepita Rodrigues) che in un atteggiamento di devozione assoluta, sacrifica ogni volta il suo esiguo guadagno di insegnante di ginnastica nella palestra di Ubirajara (Ary Fontoura) con il quale sostiene l’intera famiglia, per coprire i debiti del padre ed impedirne il disonore. La dialettica di Alberico ci permette comunque di acquisire consapevolezza del clima sociopolitico del Brasile dell'epoca in cui la novela si svolge. 
Carminha ed il fidanzato Jofre (Milton Moraes) saranno i primi amici veri di Julia. L'accoglieranno e la sosterranno moralmente e materialmente aprendole la loro casa ed integrandola nella loro famiglia. Julia non dimenticherà il bene ricevuto nel momento più buio della sua vita e in più di una occasione avrà modo di dimostrare la sua riconoscenza.
Il nucleo familiare di Alberico, povero ma dignitoso e ricco di potenzialità, si pone in netta contrapposizione con quello borghese del quale viene denunciata l'incapacità di compiere azioni disinteressate ed il ricorrere ai più subdoli sotterfugi pur di conservazione i privilegi ed il potere acquisiti.
Della purezza d'animo insita in chi conosce o abbia conosciuto lo stato di bisogno, ci fornisce un esempio Julia, quando tra le sue mani finisce il compromettente documento con il quale la ex cameriera Neide (Regina Viana) ricatta il dr. Franklin. Lei, anziché servirsene per danneggiarlo, accantonando le umiliazioni e le offese ricevute, lo distrugge dimostrando a Franklin solo a parole tutto il suo disprezzo per lui e per il mondo che egli rappresenta. 
Di Julia vengono narrati principalmente il dolore e la rabbia nei confronti della sorella Yolanda e della figlia Marisa dalle quali è emarginata e continuamente umiliata.
È con questi sentimenti che Julia, inseguendo un cieco desiderio di vendetta e di bisogno di accettazione, si adopererà per replicare il loro modo di vivere strumentalizzando l'amore che il ricco Ubirajara le offre pur accettando di non essere ricambiato.
Scoprirà, una volta raggiunto il suo scopo, che l'accettazione e la stima di cui ha bisogno dovrà prima di tutto conquistarle da sé stessa.
Un grande aiuto nella comprensione dei vari personaggi ci viene da Arthur Steiner (Mauro Mendonca), affermato professionista nel campo della moda ed anche uomo di mondo pienamente consapevole delle debolezze umane.
Il distacco con il quale affronta la vita e le sue relazioni, se da un lato lo protegge dalle emozioni dall'altro gli permette di analizzare con efficacia i comportamenti altrui restituendocene, ben oltre le apparenze, una chiara e a volte inaspettata lettura. Per Julia proverà un amore sincero, mai ricambiato. Ciò non gli impedirà tuttavia di mantenere con lei una solida amicizia.
La telenovela termina con alcune immagini significative: Julia e Yolanda liberano la rabbia e la frustrazione del loro rapporto in uno scontro fisico che le porta al reciproco perdono; Carlos e Julia celebrano il loro amore, felici, mano nella mano, correndo nel tramonto della spiaggia di Copacabana e di un’epoca ormai passata della quale ci vengono mostrati i due più granitici rappresentanti, Franklin ed Hélio, ai quali non resta che un'amara solitudine.

## Produzione e distribuzione
Considerata il più grande successo della televisione brasiliana, Dancin' Days divenne un vero e proprio fenomeno di costume, sia in Brasile che in Italia, grazie anche al legame col periodo d'oro della discomusic già celebrato dal film La febbre del sabato sera (il titolo Dancin' Days è infatti quello della discoteca attorno alla quale si svolge gran parte della storia). La telenovela fu diffusa in molti altri Paesi del mondo; in Francia fu condensata in soli 65 episodi. Dancin' Days è stata la prima telenovela straniera ad approdare in Messico.
Prodotta dall'emittente Rede Globo, come tutte le serie brasiliane si distacca notevolmente sia dalle soap-opera nordamericane che dalle telenovelas messicane, argentine e venezuelane che di lì a poco invasero i teleschermi europei, per la qualità della recitazione (non è un caso che attrici come Sônia Braga e Fernanda Montenegro siano riconosciute a livello internazionale ed abbiano fatto carriera anche nel cinema), per lo sviluppo dell'intreccio, delle riprese (che per buona parte sono girate in esterna, fatto insolito per una telenovela), della fotografia e dei paesaggi, che lo rendono un prodotto paragonabile ad un'opera cinematografica.
Un successo simile si è ripetuto nel 1999 solo con un'altra produzione brasiliana, Terra nostra, trasmessa in Italia sempre da Rete 4.

## Passaggi televisivi in Italia
La telenovela fu trasmessa per la prima volta in Italia a partire da lunedì 19 aprile 1982 su Rete 4, in séguito al grande successo de La schiava Isaura, per poi essere diffusa su circuiti televisivi minori.
Nella stagione televisiva 2009-2010 è stata riproposta sul canale tematico Lady Channel del bouquet satellitare di Sky Italia.

## Partecipazioni speciali
- Jandira Martini: Jamile Santos
- Zezé Polessa: Berrita
- Lucélia Santos: Loreta
- Flávia de Almeida: Marisa (da bambina)
- Fregolente: Veiga
- Murilo Nery: Conselheiro Carrazedo
- Maria Lúcia Dahl: Maria Lúcia
- Paulette: ballerino al Dancin' Days
- Sandra Pêra:
- Clemente Viscaíno:
- Ruth Maia: Janete
- Roberto de Cleto: psicanalista
- Nino Gionanetti: professore
- Nana Caymmi: sé stessa
- Gal Costa: sé stessa
- Ney Latorraca: sé stesso
- Djenane Machado: sé stessa
- Moacyr Deriquém: sé stesso
- Danuza Leão: sé stessa
- Wanderléa: sé stessa
- Albery Seixas da Cunha: sé stesso

## Colonna sonora
La sigla originale della novela si intitolava Dancin' Days ed era cantata dalla girlband As Frenéticas.
La riedizione italiana è di Rete 4 con alcuni pezzi tradotti, variati, riarrangiati o inediti, tra cui la sigla Occhio di serpente cantata da Marisa Interligi.
- OST Dancin' Days - Italia (Rete4 / RCA italiana):

1. Occhio di serpente 3'.03" - Marisa Interligi
2. Le tre campane 4'.25" - Schola Cantorum (gruppo musicale)
3. Tenerezza e Semplicità 3'.41" - Marisa Interligi
4. Amante Amado 4'.21" - Jorge Ben
5. Descaminhos 3'.12" - Joanna
6. Ma ci pensi, io e te 3'.26" - Il Guardiano del Faro
7. Once Again (Outra Vez) 3'.31" - Samba Soul
8. Let It In 4'.35" - Charme
9. Mania de Você 3'.44" - Rita Lee
10. Amanhâ 3'.52" - Guilherme Arantes
11. Love's Whistle 2'.43" - Free Sound Orchestra

## Curiosità
- Per il ruolo di Yolanda era stata inizialmente scelta Norma Bengell, che lasciò la produzione per sopravvenuti contrasti con Daniel Filho, il regista, nonostante avesse già girato le primissime scene, poi eliminate. La parte di Yolanda andò così a Joana Fomm.
- Nel film Bye Bye Brasil, del 1980, c'è una scena ambientata in un cinema dove vengono proiettati spezzoni della telenovela, in particolare quelli coi balli di Julia in discoteca.